# Биржа
Би́ржа — организатор торговли товарами, валютой, ценными бумагами, производными и другими рыночными инструментами.
Торговля ведётся стандартными контрактами или партиями (лотами), размер которых регламентируют нормативные документы биржи.
Устаревшее значение слова — место или здание, где собираются в определённые часы торговые люди, посредники, биржевые маклеры для заключения сделок с ценными бумагами или товарами.
До эпохи компьютеризации о сделках стороны договаривались устно. Сейчас торги большей частью проходят в электронном виде с использованием специализированных программ, многие биржи отказались от торговых залов. Брокеры в своих интересах или интересах клиентов выставляют в торговые системы заявки на покупку или продажу биржевых товаров. Эти заявки удовлетворяются встречными заявками других торговцев. Биржа ведёт учёт исполненных сделок, реализует, организует и гарантирует расчёты (клиринг), обеспечивает механизм взаимодействия «поставки против платежа».
Обычно биржи получают комиссионный сбор с каждой заключённой с их помощью сделки, это основной источник их доходов. Другими источниками могут быть членские взносы, плата за доступ к торгам, продажа биржевой информации.

## Этимология

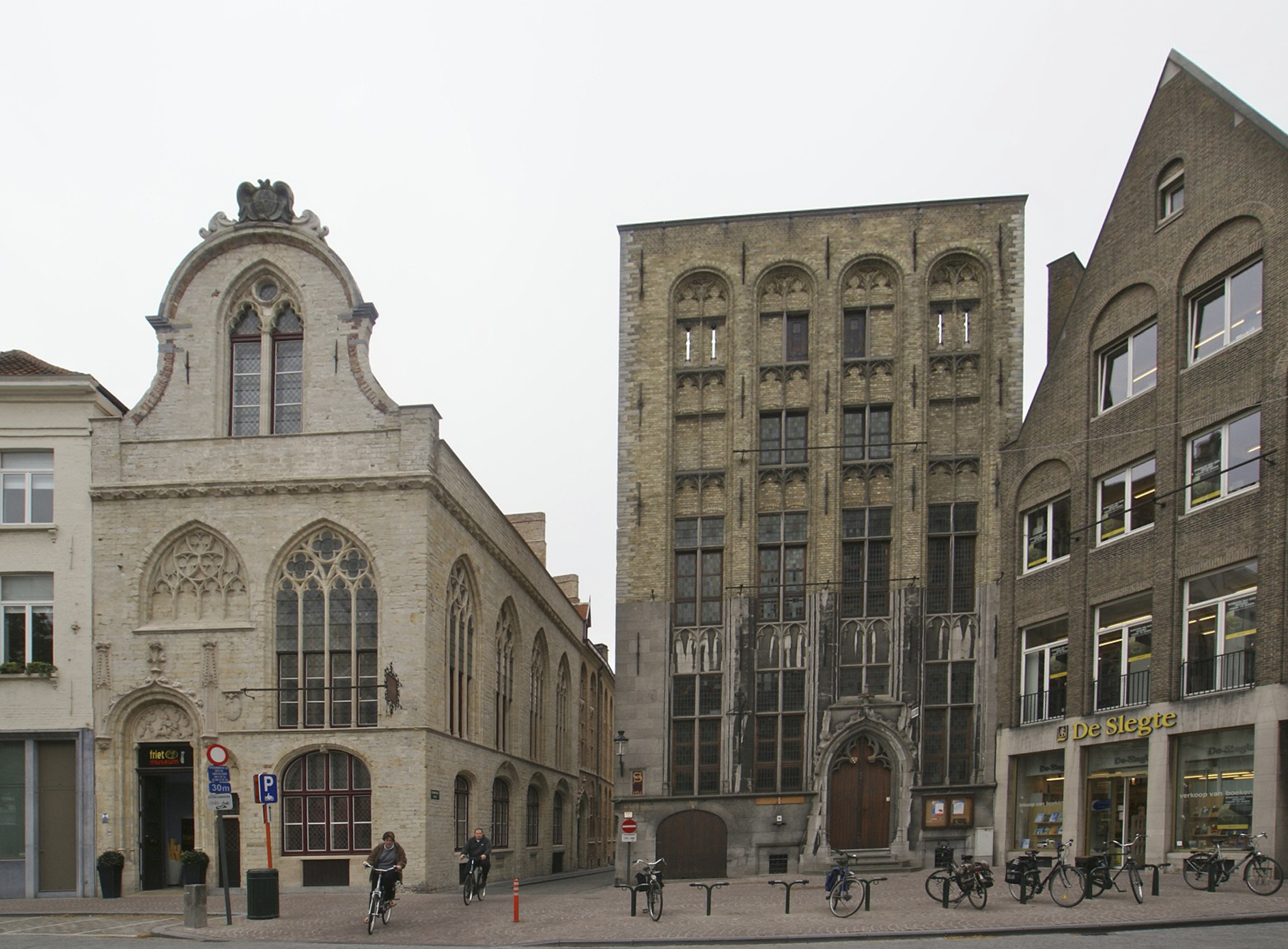
В центре — дом семейства Ван Дер Бурсе (Huis ter Beurze, Брюгге, современная Бельгия), торговая площадка перед которым стала первой биржей

История возникновения бирж относится к XII—XV вв. и начинается с вексельных ярмарок в Венеции, Генуе, Флоренции, Шампани, Брюгге, Лондоне.
В Брюгге (Западная Фландрия) вексельные торги проходили на площади, где стоял дом старинного семейства Ван Дер Бурсе, на гербе которого были изображены три кожаных мешка (кошелька). Собрания купцов на площади получили название «Borsa», что означает «кошелёк». Именно там, на территории современной Бельгии, в 1406 была основана первая биржа.
В этот период вексельная торговля в Брюгге имела большое значение. Там купцы покупали иностранные векселя и совершали обмен торговой информацией. В Брюгге экспортёры совершали продажу векселей импортёрам. На бирже в Брюгге устанавливался курс векселей в разных иностранных валютах.
Для обозначения места торговли векселями и контрактами в Голландии использовали слово «borze» уже в начале XVIII века, в Речи Посполитой примерно к концу XVIII столетия для этого в ходу было «burza» (совр. польск. «giełda»).

## История

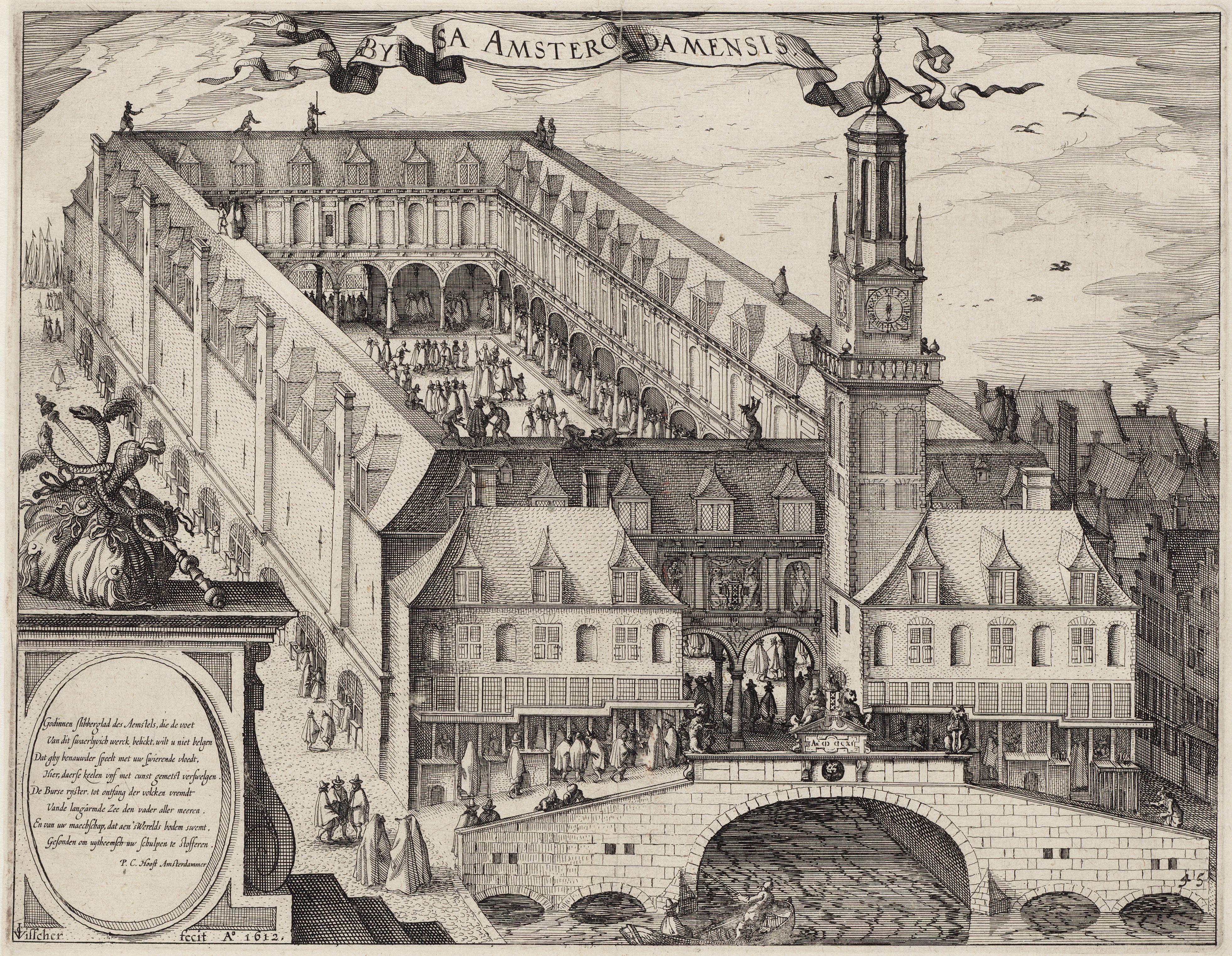
Гравюра 17 века с изображением Амстердамской фондовой биржи

В XVI веке открылись и закрылись две первые фондовые биржи — в Антверпене и Лионе. На этих биржах проходили торги не только с векселями, но и с государственными займами. Также устанавливались официальные биржевые курсы. На бирже в Антверпене стали проходить первые операции с государственными ценными бумагами. Здесь организовывалась купля-продажа иностранных долговых обязательств. В XVII веке была создана старейшая в мире Амстердамская фондовая биржа.
Биржа в Амстердаме в начале XVII века играла наиболее весомую роль. Она одновременно выполняла функции товарной и фондовой биржи. Амстердам в ту пору был основным товарным рынком Европы по продаже зерна, кофе, перца. На бирже в Амстердаме котировались облигации государственных займов, акции Британской и Голландской Ост-Индских, и Вест-Индских торговых компаний.
В конце XVII века была создана Лондонская фондовая биржа (LSE). Именно здесь впервые появились понятия «быков» и «медведей», как игроков на бирже. Нью-Йоркская фондовая биржа (NYSE) была основана 17 мая 1792 года. Начало её работы было положено с соглашения 24 маклеров про установление размера комиссионных.
Токийская фондовая биржа была основана в 1878 году.
В XVIII веке на бирже в Амстердаме котировались 44 наименования ценных бумаг. Лондонская фондовая биржа после 1750-х годов стала играть важную роль. В этом же столетии биржи начали свою работу в Вене, Берлине и Париже.
В 1817 году был принят устав Нью-Йоркской фондовой биржи и её название — «Фондовая биржа». Во второй половине XIX века деятельность бирж стала более активной.

## Функции биржи
- организация биржевого торга;
- установление правил торговли, в том числе стандартов на товары, реализуемых через биржу;
- разработка типовых контрактов;
- котирование;
- урегулирование споров;
- информационная деятельность;
- предоставление определённых гарантий исполнения обязательств участниками торгов.

## Классификация бирж
В зависимости от торгуемых активов (инструментов) биржи подразделяются на:
- товарные
- фондовые
- валютные
- фьючерсные
- опционные
- труда
- ставок

Однако, всегда существовали и универсальные биржи — биржи, совмещающие организацию торгов различными инструментами в рамках одной организационной структуры (зачастую в разных секциях).

## Виды сделок
- Длинная позиция (покупка финансового инструмента — акции, облигации, валюты, фьючерса, опциона и пр. — в расчёте на рост его стоимости)
- Короткая позиция (продажа без покрытия, то есть берутся взаймы ценные бумаги и продаются в расчёте на падение их стоимости, предусматривается выкуп подешевевшего актива и возврат кредитору)

## Регулирование деятельности
В Европе системы регулирования продвигаются к установлению единых правил работы бирж, с 1 ноября 2007 вводится в действие директива Евросоюза «О рынках финансовых инструментов» (MiFID).

## Игры
Было создано несколько игр, моделирующих биржу. Среди них:
- Акционер
- Брокер
- Брокер +1 (игра)Брокер +1
- Strong Hold

## История в России

### Первая биржа в России
В России первая биржа была создана Петром I в 1703 году в Санкт-Петербурге..

### Во времена НЭПа
Первые советские биржи появились в РСФСР летом 1921 года — Саратовская, Пермская, Вятская, Нижегородская и Ростовская.
Они были кооперативными, но с появлением в конце декабря 1921 года Московской Центральной товарной биржи ВСНХ и Центросоюза кооперативная биржа была заменена «смешанной» с органами ВСНХ, и в первом полугодии 1922 года все биржи были реформированы в соответствии с уставом Московской биржи.
Перед советскими биржами ставились задачи выявления спроса и предложения, регулирования торговых операций, а также контроля за правильностью и экономической целесообразностью сделок.
2 января 1922 года ВСНХ выпустил приказ об участии государственных предприятий и организаций в биржевых операциях и открыл школы «торговой грамотности», но поначалу предприятия избегали участия в биржевых сделках.
Котировка на Московской бирже началась спустя 10 месяцев со дня её образования; до лета 1922 года котировка производилась лишь на 24 из 39 существующих бирж .
Частные лица не могли быть членами советских бирж, хотя допускались на биржевые собрания, если были постоянными посетителями и уплачивали ежегодный взнос.
В результате доля участия частного капитала при совершении биржевых сделок значительно уступала удельному весу государственных структур.
В 1923 году средний годовой процент частного капитала в биржевом обороте не превышал 15,5%, и темпы его роста были значительно меньше государственных оборотов: 11 % против 45 %.
В 1923 году в СССР насчитывалось уже 70 бирж.
Но государство рассматривало их как инструмент для «овладения рынком» и вытеснения частника из экономической сферы.
В сентябре 1922 года СТО обязал госорганы обязательно оформлять на бирже сделки, совершённые вне биржи. Поскольку биржи взимали более высокие сборы за регистрацию внебиржевых сделок по сравнению с биржевыми, то данное постановление способствовало искусственному увеличению биржевых оборотов.
В начале 1927 года Совет народных комиссаров и Совет Труда и Обороны приняли решение, ограничивающее работу бирж, и в результате из 70 бирж осталось 56, а в 1929—1930 гг. и они были закрыты.

### Современность
В феврале 1992 года в России был принят закон «О товарных биржах и биржевой торговле», после чего стали появляться и биржи, число которых росло очень быстро — зарегистрированных в России бирж было больше общего числа действующих бирж в остальном мире.
С 1 января 2014 года российское законодательство не предусматривает деления бирж на валютные, товарные и фондовые; для обозначения всех вышеперечисленных видов используется термин «биржа» (п.6 ст. 29 Федерального закона от 21.11.2011 N 325-ФЗ (ред. от 21.12.2013) «Об организованных торгах»), а их деятельность регулируется Федеральным законом «Об организованных торгах» и иными нормативными актами.
Государство обязывает некоторых производителей продавать на бирже часть продукции. Например, согласно совместному приказу ФАС и Минэнерго России, крупнейшие нефтяные компании обязаны продавать на бирже не менее 10 % выпущенного бензина и авиакеросина и 5% дизельного топлива, причём правительство упорядочило выполнение вменённых обязательств специальными постановлениями.